# Berea în România
Berea în România este cea mai populară băutură alcoolică, fiind produsă pe teritoriul țării cel puțin din secolul al XIV-lea. În anul 2020, în România erau 68 de berării active, iar consumul de bere pe cap de locuitor a fost de 86 de litri pe an.

## Prezentare generală

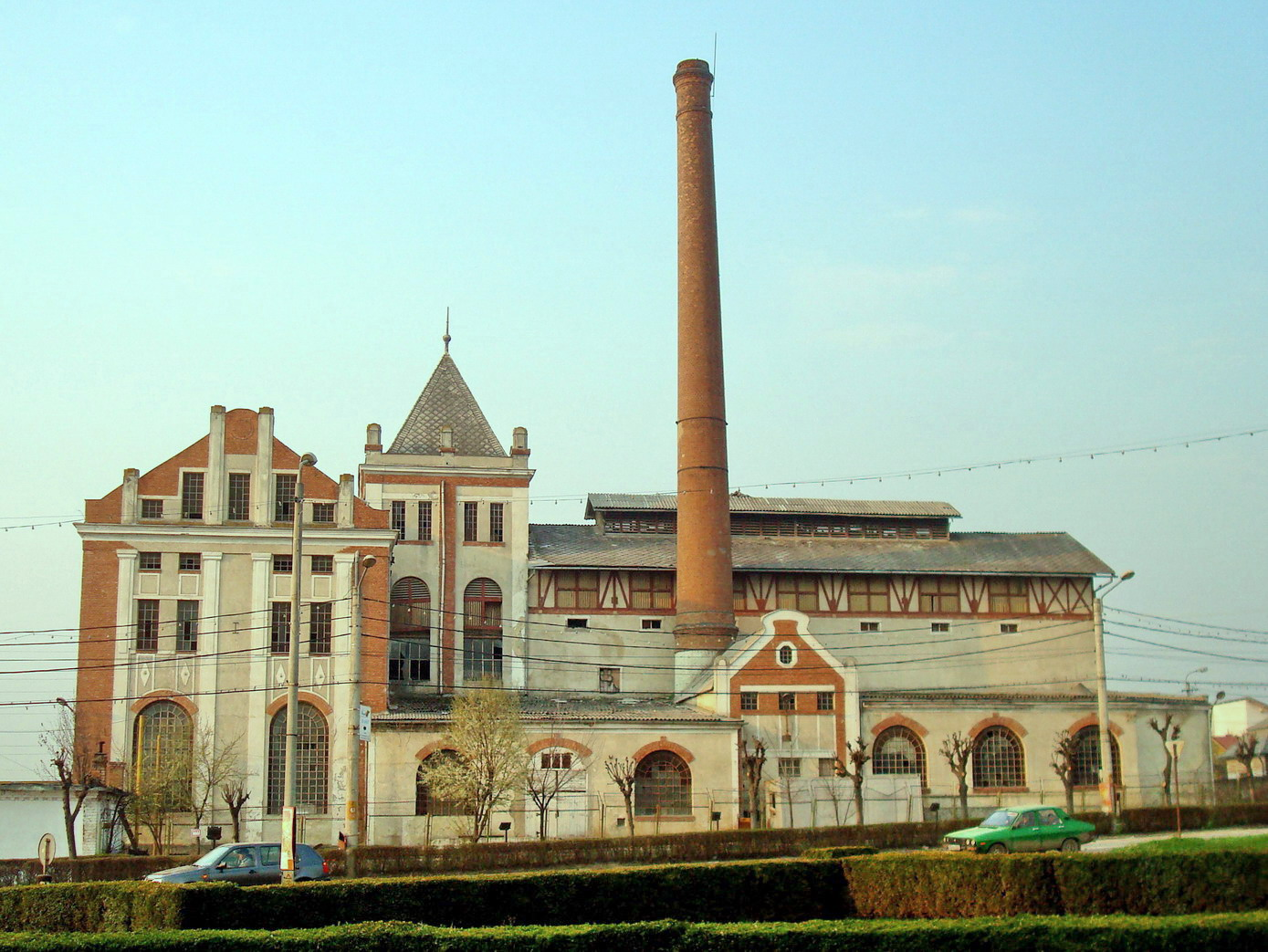
Vechea fabrică de bere din Turda, județul Cluj, Transilvania.

O legătură în cultura națională între bere și mititei a luat ființă în timpul Războiului de Independență al României din 1877, punct de început pentru răspândirea berăriilor pe întreg teritoriul Regatului României. Berăriile au devenit un loc de întâlniri sociale și de afaceri pentru clasa de mijloc urbană românească. În prezent, românii se numără printre cei mai mari consumatori de bere din lume, cu un consum total de 1,675,000,000 litri de bere în anul 2020.
Legislația română consideră că berea și vinul sunt produse alimentare și, prin urmare, nu sunt supuse tarifelor și restricțiilor obișnuite impuse băuturilor alcoolice. Cuvântul „bere” în limba română este derivat din germanul Bier (la rândul său un împrumut timpuriu din latinescul biber), dar există și un cuvânt regional învechit „olovină”, de origine nordică (daneză: øl) și înrudit cu englezul ale.

## Mărci
Printre cele mai consumate mărci de bere românești se numără: Ursus (latinescul pentru „urs”), Timișoreana (numită după orașul Timișoara), Stejar – toate deținute de Asahi, Bergenbier – deținute de Molson Coors, Ciuc (numit după Miercurea Ciuc) și Silva (în latină „pădure”) – deținute de Heineken. Silva și Ursus au, în afară de varianta blondă, variante de lager brun.
Unele mărci internaționale sunt produse pe plan local, fiind foarte populare, dar uneori mai scumpe decât cele tradiționale: Heineken, Carlsberg, Stella Artois, Beck's, Tuborg, Holsten, Peroni, Staropramen și Skol. De asemenea, există un număr mare de beri vândute de obicei în sticle PET de 2 litri și care vizează piața low-end. Exemple sunt: Ciucaș, Golden Brau, Bürger, Neumarkt, Bucegi, Gambrinus, Azuga, Noroc, Albacher.

## Berării
Cele mai mari companii producătoare de bere din România sunt Ursus Breweries, deținută de Asahi Group Holdings, Ltd., care are trei fabrici de bere, în Brașov, Buzău și Timișoara, și Heineken România (denumită anterior Brau Union România), care deține patru fabrici de bere în Constanța, Craiova, Miercurea Ciuc, și Târgu Mureș.
Alte companii importante sunt Bergenbier, deținută de Molson Coors, care are locații la Blaj și Ploiești, și Tuborg România (denumită oficial United Romanian Breweries), parte a Grupului Carlsberg, care are o fabrică de bere în Pantelimon.
Alte companii naționale sunt European Drinks, care deține o fabrică de bere în Sudrigiu, Romaqua Group, care deține o fabrică de bere în apropiere de Alba Iulia, Albrau, cu sediul în Onești, care produce propriile mărci de bere, precum și mărci pentru lanțurile de supermarketuri sau hipermarketuri din țară, și Martens (fosta fabrică de bere Robbere) Galați, deținută de Bierbrouwerij Martens din Belgia din 1998, care produce, de asemenea, atât mărci de bere dedicate, cât și mărci proprii. Alte două companii mai mici care operează preponderent regional sunt Bermas, cu sediul în Suceava, și Imex, cu sediul în Satu Mare. Fabrica de bere Imex a fost preluată de Sam Mills și din 2016 produce bere Samburger.

## Bere artizanală românească

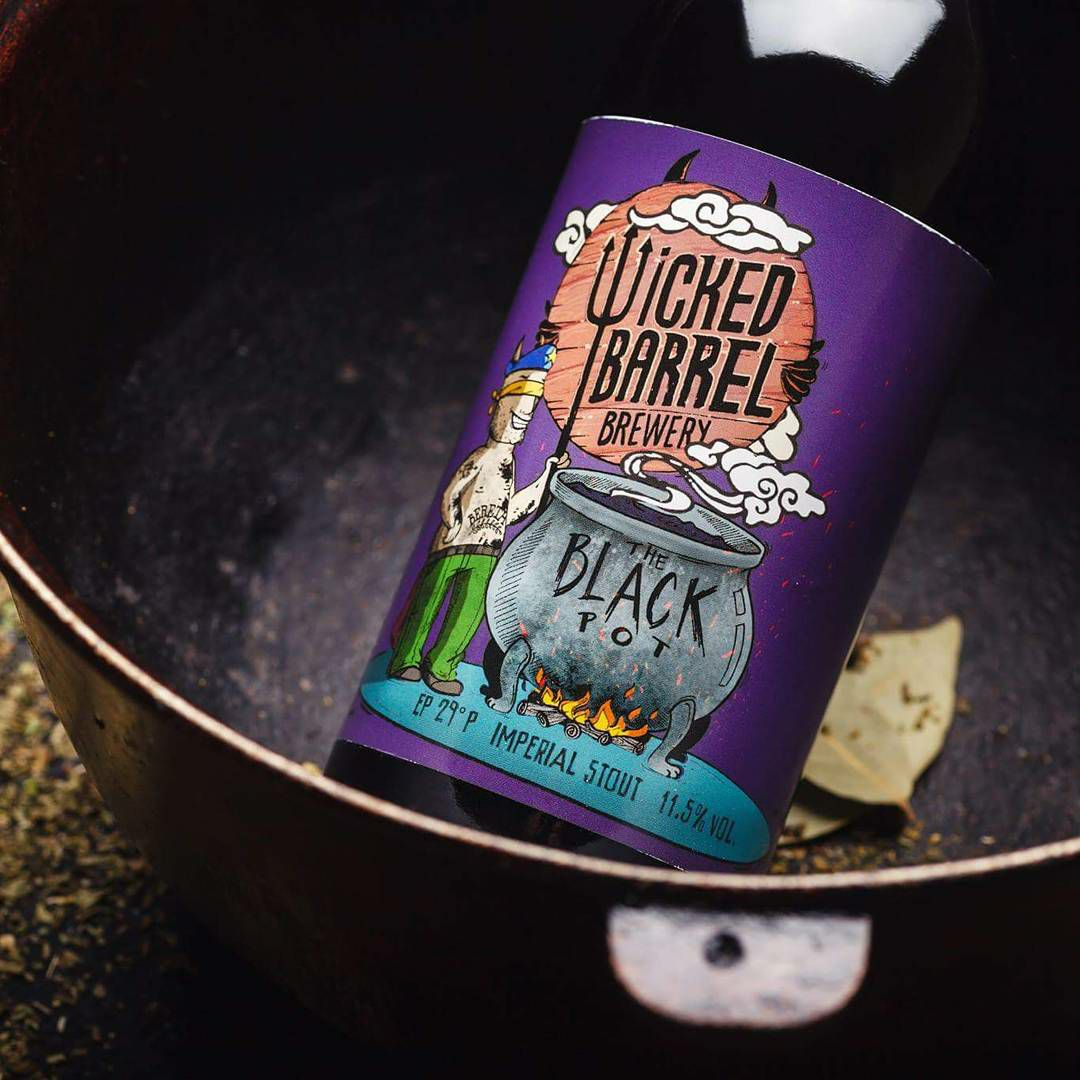
Wicked Barrel & Bereta, The Black Pot

Industria berii artizanale a cunoscut o creștere exponențială începând cu anul 2015, ajungând în prezent la aproximativ 50 de micro-berării cu o producție anuală de sub 5000 de hectolitri. Pentru a ține pasul cu creșterea, sunt acum disponibile o serie de resurse online, cum ar fi Universitatea de Bere care postează periodic recenzii și podcasturi de bere sau Beerologique, baza de date a berii artizanale din România, care vizează un public internațional și ține evidența fiecărei fabrici de bere din țară.
În Timișoara se află din 2011 micro-berăria Clinica de Bere, cu brandul principal Terapia. În 2013, Alexandru Geamănu și Laurențiu Bănescu au înființat în Măneciu-Ungureni microberăria Fabrica de Bere Bună cu brandul lor principal Zăganu. În 2014, un berar în colaborare cu Universitatea Sapientia a înființat Csíki Sör Manufaktúrát în Sânsimion. În 2017 li s-a ordonat să își schimbe numele deoarece Heineken are deja berea Ciuc înregistrată ca marcă, Igazi Csíki Sör înseamnă "Adevărata bere Ciuc".
În 2017 a fost fondată fabrica de bere artizanală Carol Beer situată în județul Ilfov, orașul Buftea. Aceasta produce în prezent 8 sortimente de bere artizanală. 
În 2013 Leonard Mihoc a deschis berăria Nemțeana la Roman. În aprilie 2015 frații Alin și Răzvan Matache au deschis o microberărie în București și au început să producă diferite tipuri de ale. Marca lor principală este Ground Zero Beer.
Fondată în 2016 în Jilava, berăria Hop Hooligans a crescut rapid în popularitate cu colaborări îndrăznețe și o gamă în continuă schimbare de beri noi. De asemenea, se numără printre puținii producători de bere independenți care au atras un anumit interes internațional. Începând cu 2019, au participat la numeroase festivaluri ale berii artizanale din toată Europa.

### Gypsy brewers
În februarie 2017 și-au început activitatea Wicked Barrel. Berea lor de debut – un stout imperial produs în colaborare cu Bereta numită The Black Pot – a ajuns pe primul loc în România pe platforma de recenzie RateBeer.com în prima săptămână de vânzări. În 2018, Wicked Barrel a fost declarat al doilea cel mai bun dintre noii producători de bere din lume la RateBeer Best Awards.

## Galerie de imagini

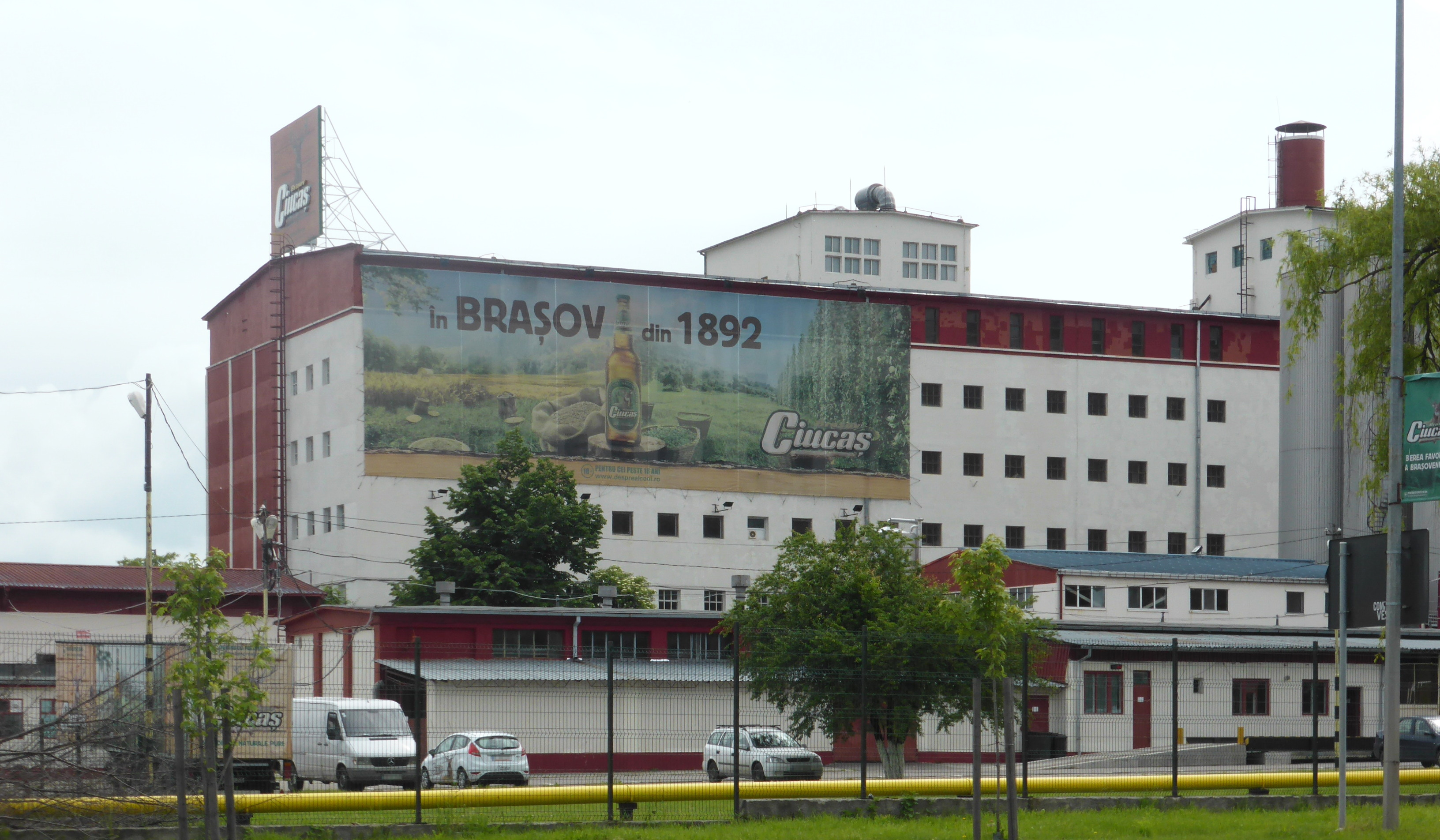
Berăria Ciucaș din Brașov
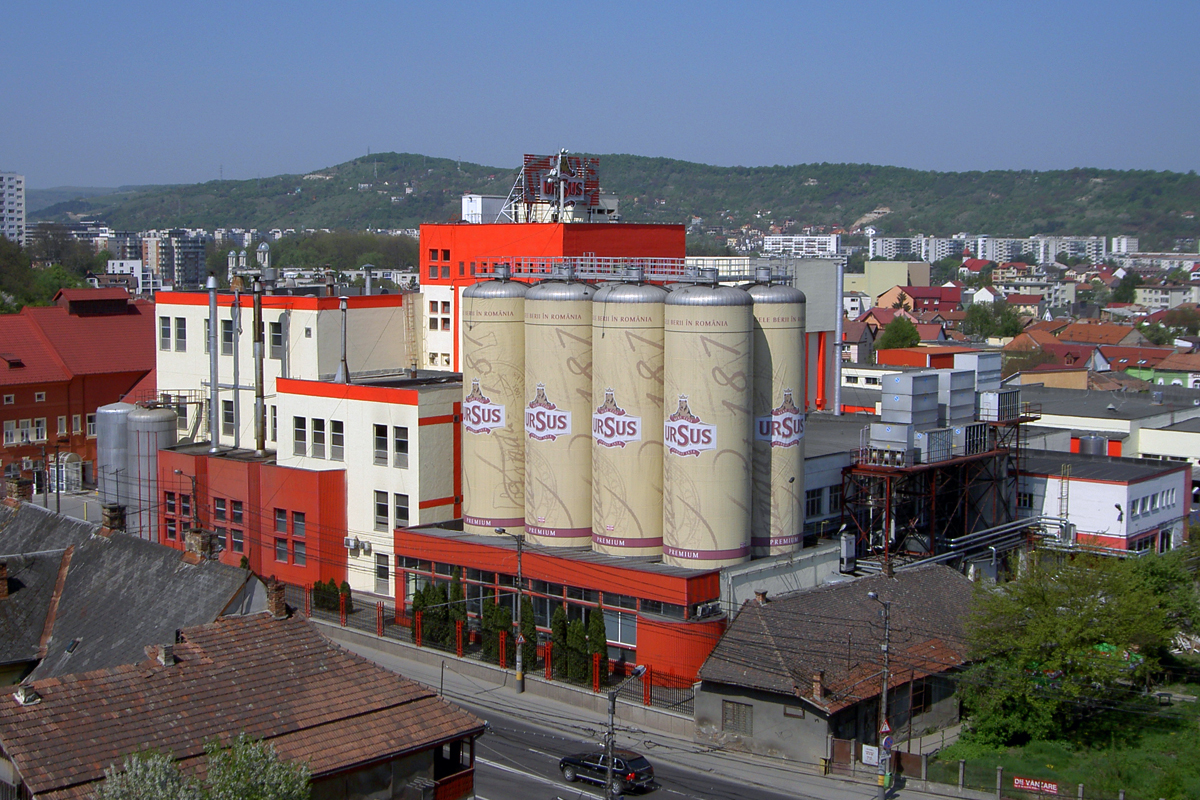
Fosta berărie Ursus din Cluj-Napoca
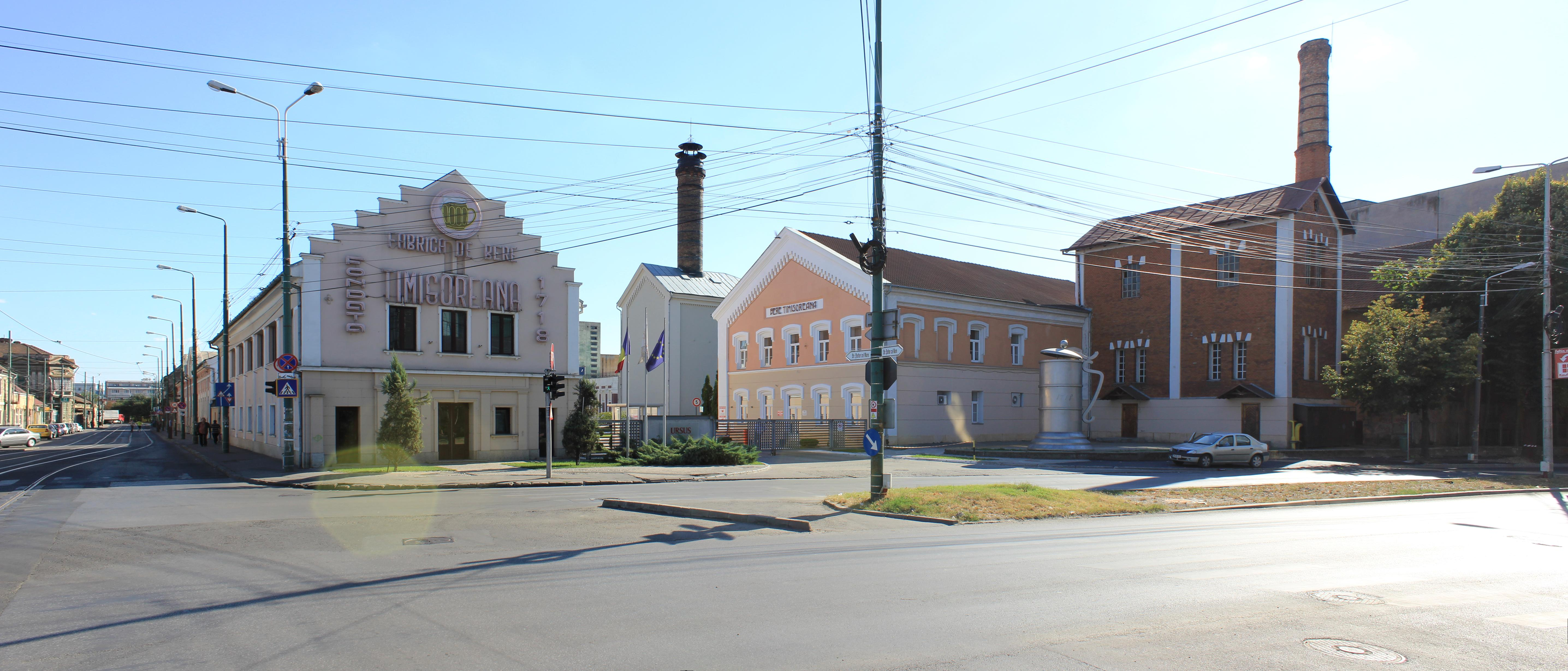
Vechea fabrică de bere din Timișoara
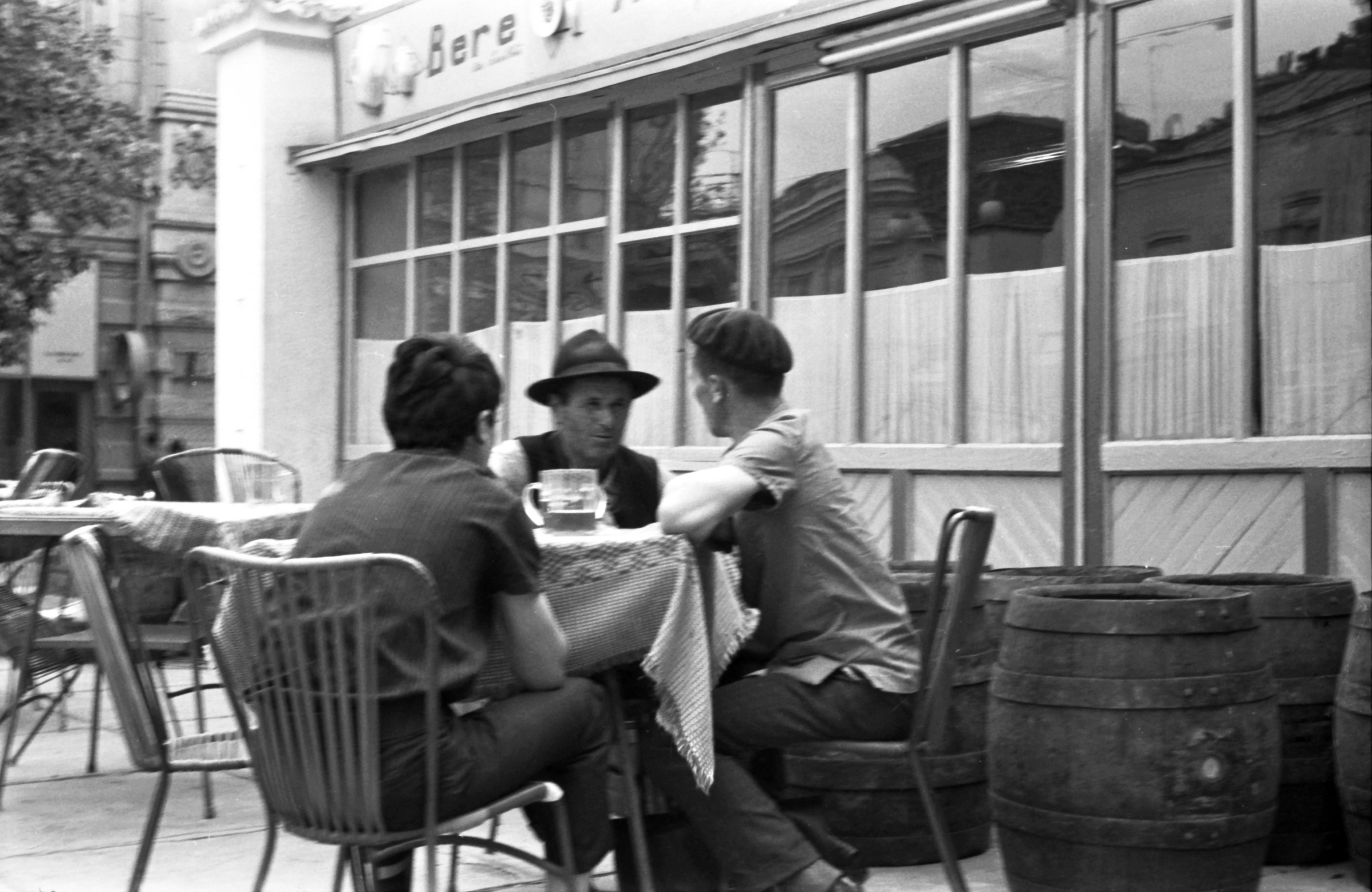
Berărie locală românească în 1970.
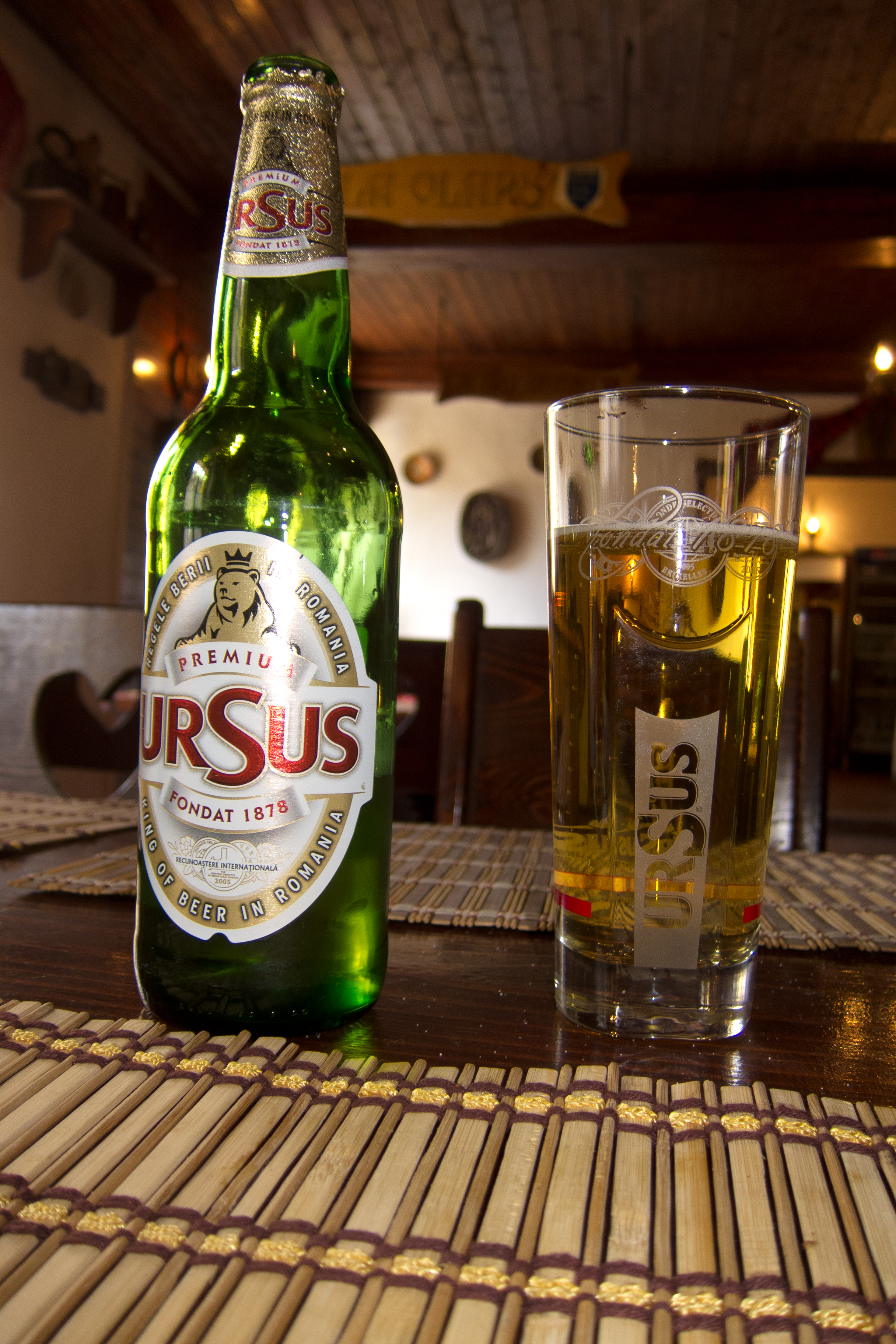
Ursus blondă
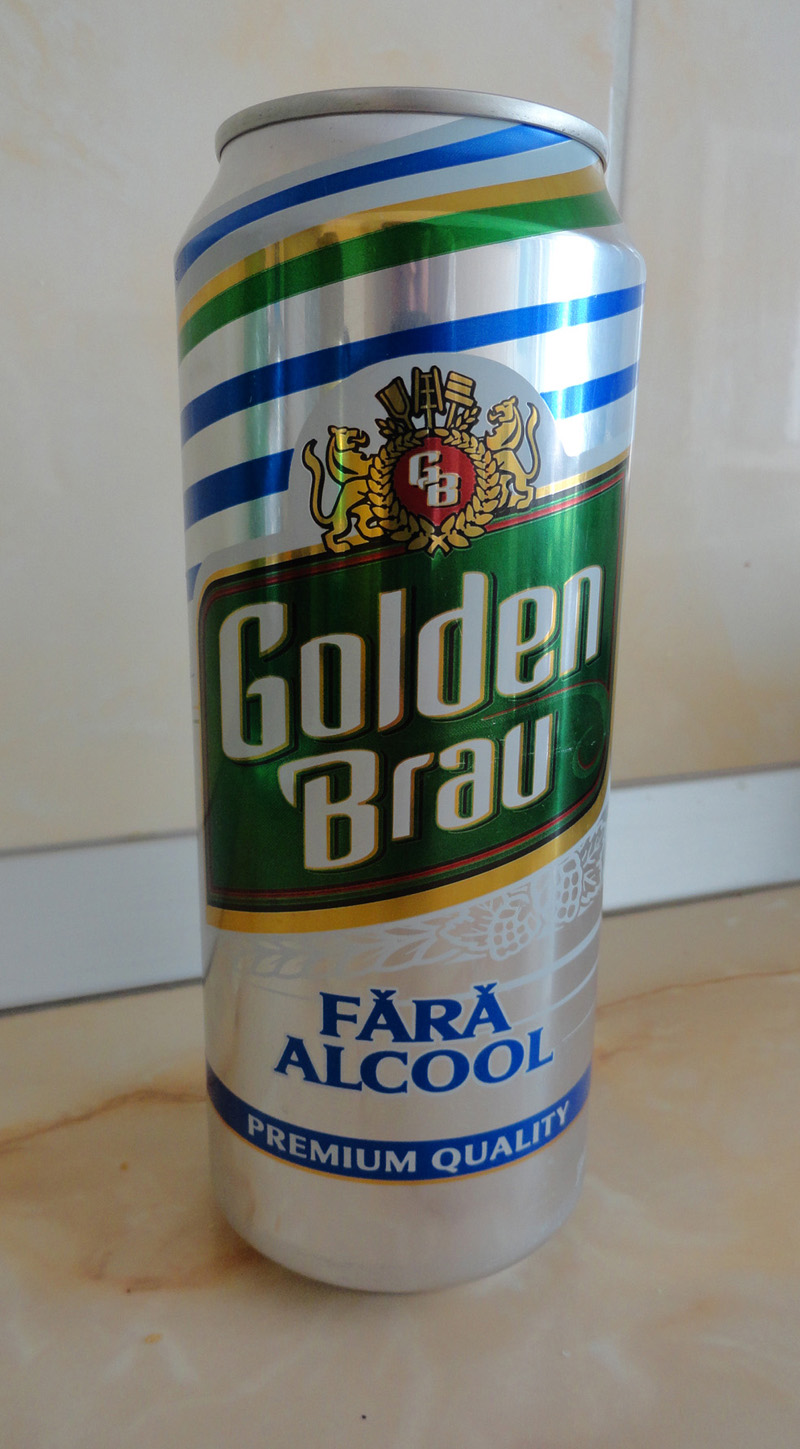
Golden Brau fără alcool
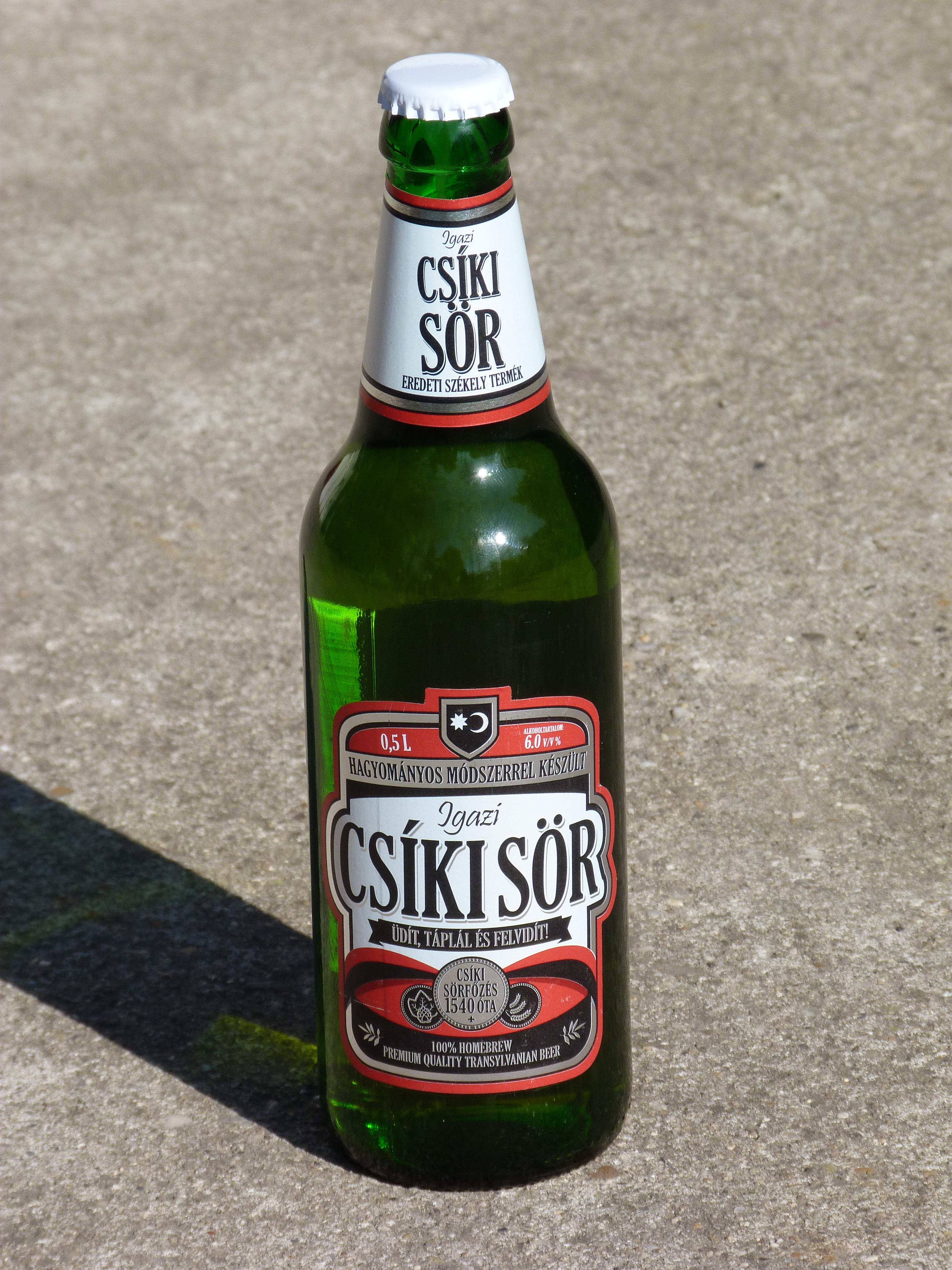
Bere Csíki, produsă în Ținutul Secuiesc

## Impact Cultural
În 2000, trupa română Spitalul de Urgență (formație) a lansat melodia Trăiască Berea, considerată astăzi unul din hiturile românești ale deceniului respectiv.